# 道爾頓極小期

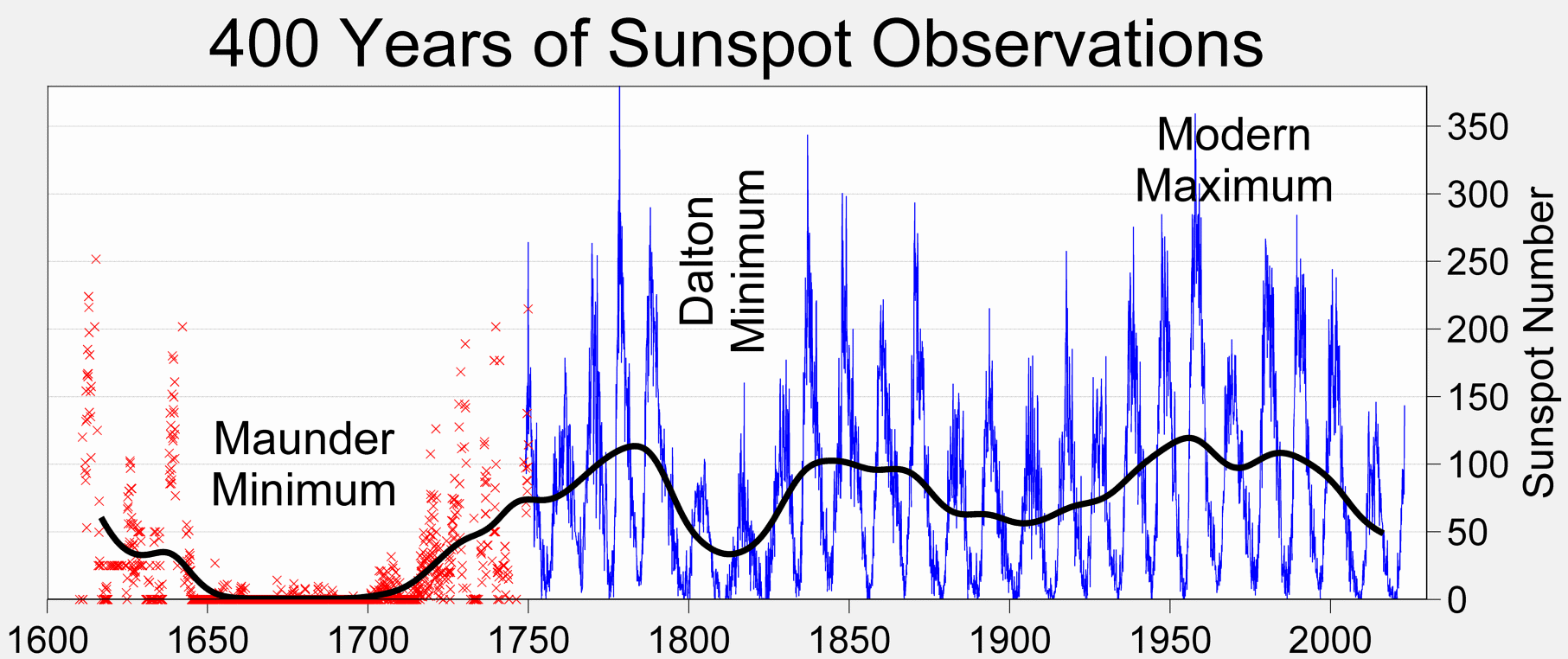
在太陽黑子數量400年歷史上的道爾頓極小期。

道爾頓極小期 (Dalton Minimum) 是大約從1790年至1830年的太陽活動低潮，是依據英國氣象學家約翰·道爾頓的名字命名的。像蒙德極小期和史波勒極小期一樣，道爾頓極小期也與全球性的溫度低於平均溫度的時段相符合。例如，德國Oberlach氣象站的紀錄就有超過20年的溫度低於2.0℃。低的太陽活動似乎與全球寒冷化有強烈的關聯性。
在這段時期的溫度比平均溫度要低的確實原因還不清楚。最近的論文認為火山活動的增加要為溫度降低負主要的責任。
雖然無夏之年，1816年，發生在道爾敦極小期溫度最低的一年，但當年的低溫主要是因為印尼的坦博拉火山的激烈噴發，這是過去2000年坦博拉火山兩次最大的爆發之一。

## 註解
1. ↑  Komitov and Kaftan. Archibald says 1796  to 1820, p. 32.
2. ↑  Archibald, p. 32.
3. ↑  Wagner and Zorita, as well as Wilson.

## 延伸閱讀
Wilfried Schröder, N. N. Shefov在2004年發表在地質物理年報上的論文詳細分析了極光和太陽的資料。
在Wilfried Schröder, Das Phänomen des Polarlichts (The aurora in time)上也可以找到詳細的資料。
達姆斯塔特，Wissenschaftliche Buchgeselllschaft 1984，和科學編輯，不來梅，2000。